# OpenShot
Az OpenShot egy platformfüggetlen, ingyenes, szabad, nyílt forráskódú videoszerkesztő program. 2008-ban hozta létre Jonathan Thomas. A dinamikusan növekvő projekt célja egy egyszerű, hatékony és stabil alkalmazás fejlesztése, mely Linux, Macintosh és Windows operációs rendszeren egyaránt használható. Számos nyelven elérhető, köztük magyarul is.

## Külső hivatkozások
- The best open source video editors 2018: free to download, edit, use and share | TechRadar (angol nyelvű cikk)
- 11 Best Free & Open Source Video Editing Software in 2020 (angol nyelvű cikk)